# Charles Silver
Charles Silver (París, 16 de febrer de 1868 - 12 d'octubre de 1949) fou un compositor francès.
Estudià en el Conservatori de la seva ciutat natal, on fou deixeble de Dubois i Massenet, aconseguint el 1891 el gran Prix de Rome per la seva cantat L'interdit. En un principi es donà a conèixer per obres simfòniques executades en els grans concerts de París, com:
- Berenice, (obertura);
- Rapsodie sicilienne;
- Poème carnavalesque;
- Naïs, escena lírica per a veus i orquestra;
- Tobie, misteri en quatre episodis;
- David et Bethsabée, escena lírica, i un gran nombre de melodies vocals.

Després abordà la música dramàtica, havent estrenat les òperes:
- La belle au bois dormant, (Marsella, 1902);
- Le clos, (París, 1906);
- Neigilde, (Montecarlo, 1908);
- Myriane, (Niça, 1913);
- i les pantomimes Elle va venir i Chez la pâtissière.